# كيفن طومسون
كيفن طومسون (بالإنجليزية: Kevin Thomson)‏ (14 أكتوبر 1984 المملكة المتحدة - ) هو لاعب كرة قدم بريطاني، يلعب كلاعب وسط. بدأ طومسون مسيرته المهنية مع هايبرنيان، وفي عام 2007 انضم إلى رينجرز مقابل 2 مليون جنيه إسترليني. خلال فترة بقائه مع رينجرز، فاز طومسون بخمسة ألقاب رئيسية ووصل معهم إلى نهائي كأس الاتحاد الأوروبي لعام 2008.

## وصلات خارجية
كيفن طومسون على موقع الاتحاد الإسكتلندي (الإنجليزية)
- كيفن طومسون على موقع قاعدة بيانات كرة القدم.إي يو (الإنجليزية)
- كيفن طومسون على موقع Soccerbase.com (لاعب) (الإنجليزية)
- كيفن طومسون على موقع عالم كرة القدم.نت (الإنجليزية)